# Narusawa (Yamanashi)
Narusawa (japanisch 鳴沢村, -mura) ist eine kleine Gemeinde in der Präfektur Yamanashi in Zentraljapan.

## Geografie

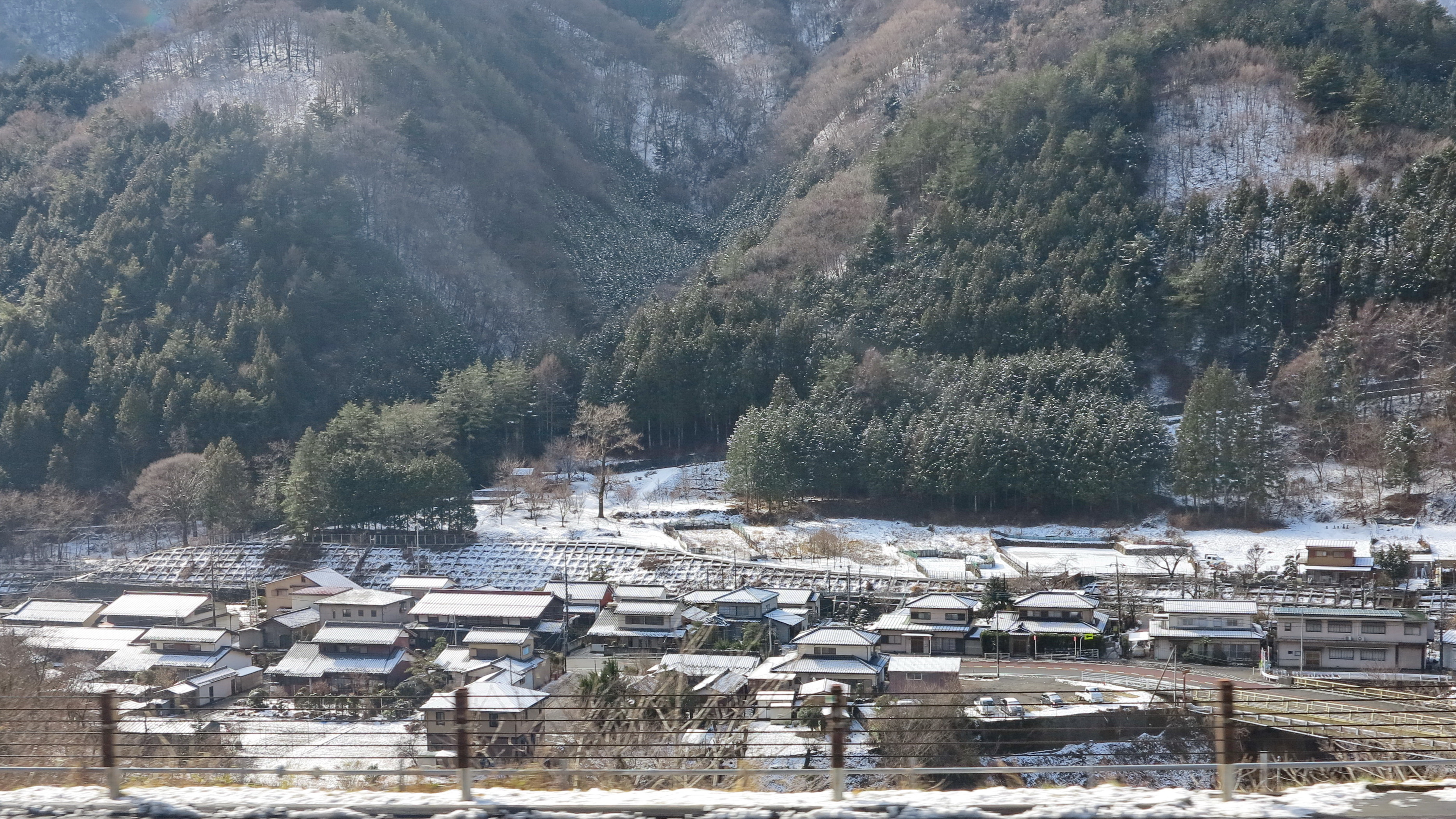
Panoramaansicht von Narusawa

Das Dorf liegt zwischen dem nördlichen Fuß des Berges Fuji und dem südlichen Fuß des Ashiwada.
Die Gemeinde zählt 2904 Einwohner (Stand: 1. März 2021) und gehört zum Landkreis Süd-Tsuru (Minamitsuru).
Nördlich und westlich erstreckt sich die Gemeinde Fujikawaguchiko, östlich Fujiyoshida und südlich Fujinomiya. Auf dem Gipfel des Fuji trifft Narusawa zudem an einem Punkt auf Oyama.

## Geschichte
Die Gemeinde entstand am 1. Juli 1899. 1899 wurde der nordöstliche Zipfel des Gemeindegebiets als eigenständige Gemeinde Ōarashi (大嵐村, -mura) ausgegliedert, die nach diversen Eingemeindungen heute Teil von Fujikawaguchiko ist.

## Sehenswürdigkeiten

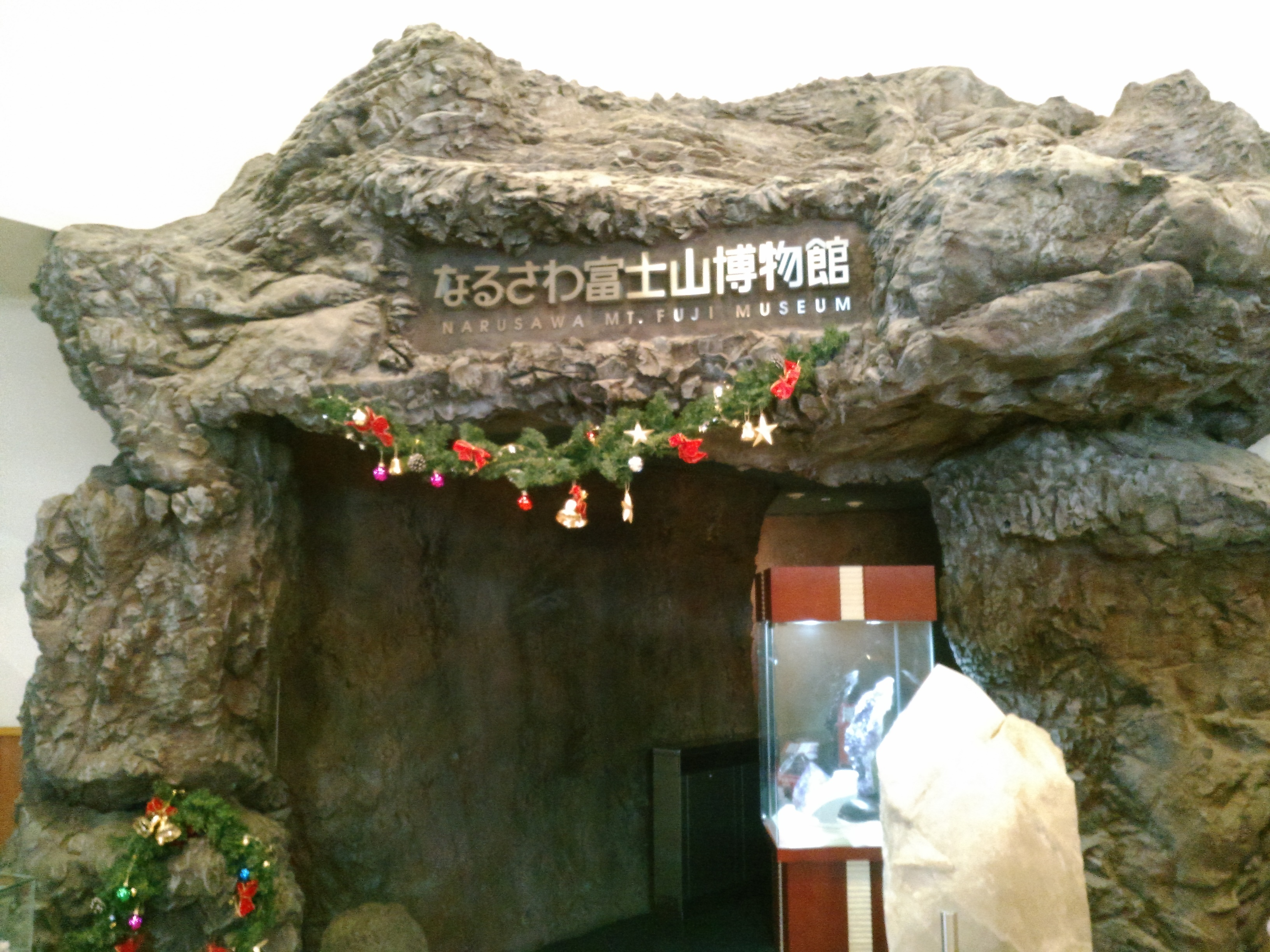
Eingang zum „Fuji-Museum Narusawa“ im Michi no eki Narusawa an der Nationalstraße 139

In der Gemeinde befinden sich das „Fuji-Museum Narusawa“ (なるさわ富士山博物館, Narusawa Fujisan Hakubutsukan, engl. Narusawa Mt. Fuji Museum) und das „Automobil- und Luftfahrtmuseum Kawaguchiko“ (河口湖自動車博物館・飛行舘, Kawaguchiko Jidōsha Hakubutsukan / Hikōkan, engl. Kawaguchiko Motor Museum / Fighter Museum) mit Fahrzeugen seit 1886 und Jagdflugzeugen der japanischen Luftstreitkräfte des Zweiten Weltkriegs bis heute.
Der Aokigahara-Wald erstreckt sich über das Gemeindegebiet, in dem zudem die Narusawa-Eishöhle liegt.

## Verkehr
Narusawa liegt an der Nationalstraße 139, die zur Gemeinde Fuji bzw. Okutama führt.
Ein Anschluss an das Schienennetz besteht nicht. Die nächste Haltestelle ist Fujikawaguchiko.

## Bildung
In Narusawa befindet sich eine Grundschule. Zusammen mit der Gemeinde Fujikawaguchiko wird die Mittelschule Kawaguchiko-Süd betrieben.